# مضخة الثدي

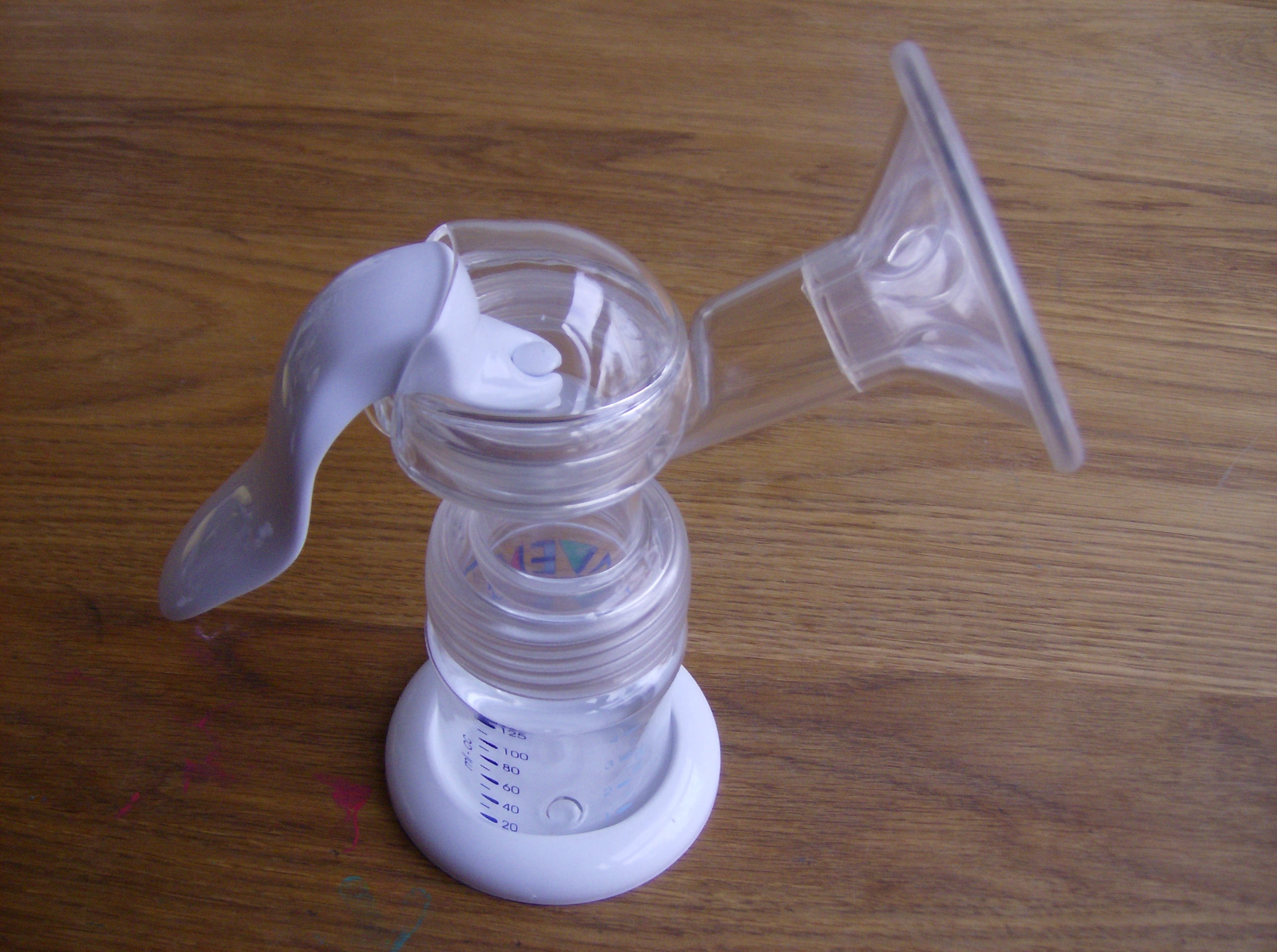
AVENT دليل إيزيس لمضخة الثدي

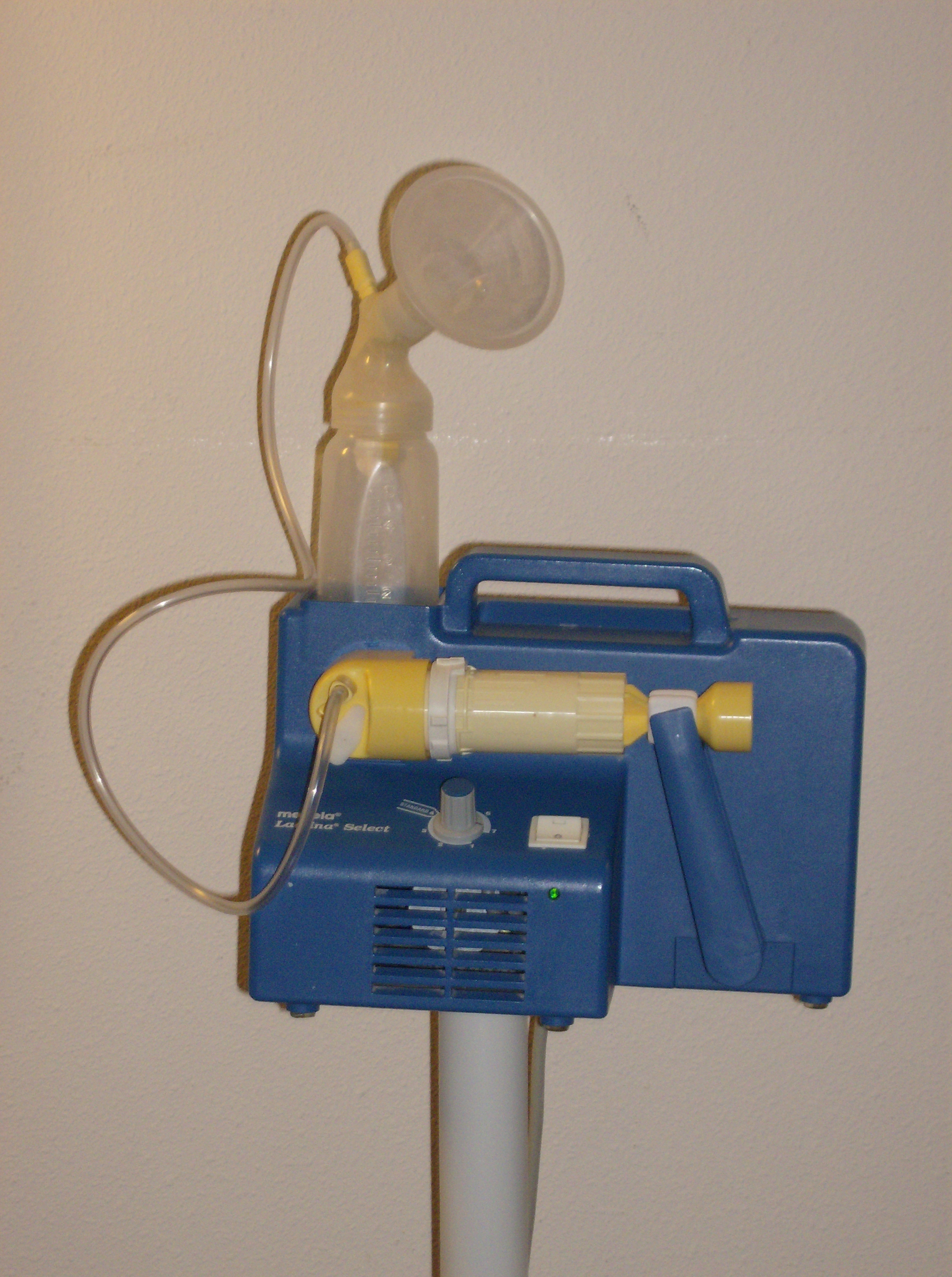
Medela Lactaline مضخة ثدي كهربائية منتقاه.

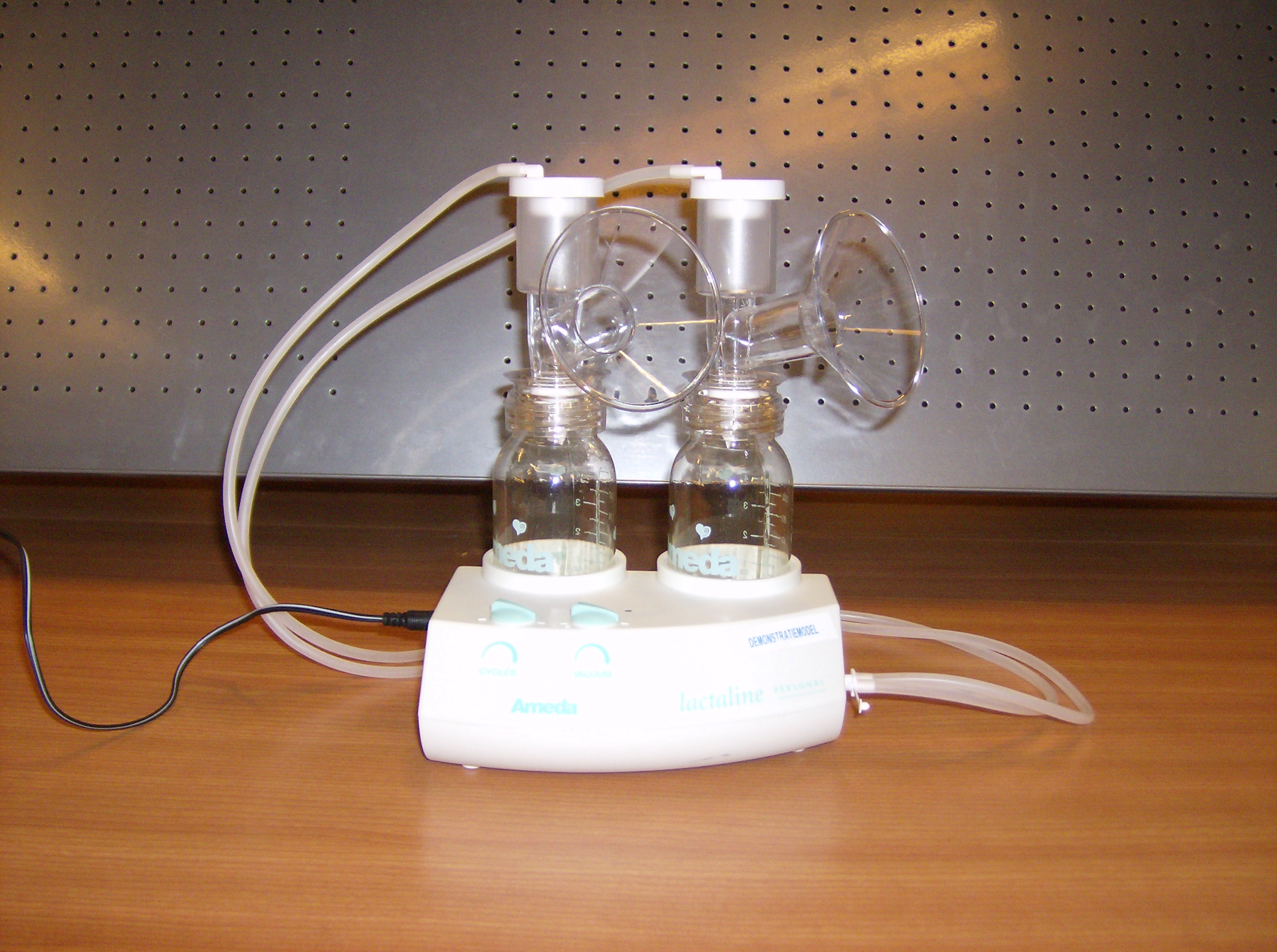
Ameda lactaline مضخات ثدي كهربائية شخصية.

الشَّافِهة أو مضخة الثدي هو جهاز ميكانيكي يساعد المرأة المرضعة على استخراج حليب الثدي. تعمل بعض مضخات الثدي يدويا، حيث يتم التحكم في تشغيل المضخة باليد أو بالقدم والبعض الأخر يعمل بالكهرباء أو البطاريات.

## تاريخها
في العشرين من يونيو عام 1854، منح مكتب الولايات المتحدة لبراءات الاختراع شهادة براءة اختراع رقم 11135 إلى نيدهامO.H. Needham لابتكاره مضخة الثدي. كما نسبت مجلة  الأمريكي العلمي (1863)إلى كوبلن L.O. Coblin مطالبته ببراءة الاختراع كونه المخترع لمضخة الثدي. بين عامى 1921-1923، ابتكر المهندس إدوارد لاسكر Edward Lasker مضخة ثدي ميكانيكية تحاكي حركة مص الرضيع من الثدي، وقد عدها الأطباء تطورا مميزا لمضخات الثدي التي تشغل يدويا والموجودة آنذاك والتي لم تنجح في ازالة كل الحليب من الثدي. وقد أصدر مكتب الولايات المتحدة لبراءات الاختراع براءة اختراع رقم 1644257 لمضخة لاسكر للثدي. في1956 نشر إينار إنجل Egnell Einar مقالا عد فتحا في مجاله بعنوان "وجهات نظر فيما يحدث ميكانيكيا في ثدي الأنثى عند استخدام أساليب مختلفة لتجميع الحليب  ". قدم هذا المقال فهما عميقا للجوانب التقنية في استخراج الحليب من الثدي. وتعد مضخة الثدي المصممة وفقا لبحث إنجل قوية جدا، ولا تزال العديد من المضخات تستخدم إلى اليوم بعد مرور أكثر من 50 عاما على نشر هذا المقال.

## الخصائص الميكانيكية
من الناحية الميكانيكية، هناك تماثل بين مضخة الثدي وآلة الحلب المستخدمة في إنتاج الألبان التجارية. وهناك فهم خاطئ لطريقة عمل مضخة الثدي، حيث يعتقد أنها تقوم بسحب الحليب من الثدي. لكن مضخة الثدي تعمل على استثارة ما يسمى بمنعكس طرد الحليب. معظم المضخات تحقق ذلك عن طريق استخدام الشفط لسحب الحلمة داخل نفق الدرع الثديي وهو جزء من أجزاء جهاز الضخ ثم تركها، ويحسب ذلك على أنه حركة أو دورة واحدة. ويمكن عمل من ثلاثين إلى ستين دورة في الدقيقة كلما تحسنت نوعية المضخات الكهربائية المستخدمة. ومن المهم أن نذكر أنه في معظم الحالات لا تكون مضخة الثدي بنفس فاعلية الطفل الرضيع في إزالة الحليب من الثدي. تطرح معظم الشركات المصنعة لمضخات الثدي أحجاما مختلفة مما يسمى بنفق الحلمة وهو جزء من أجزاء جهاز الضخ. ويتراوح حجمها من 24مم إلى 36مم.

## تخزين حليب الثدي المستخرج
يمكن تخزين الحليب المستخرج أو المضخوخ من الثدي واطعامه للطفل فيما بعد عن طريق زجاجة الإرضاع. يمكن حفظ الحليب المستخرج في درجة حرارة الغرفة لمدة تصل إلى ست ساعات (عند 66-72 درجة فهرنهايت، حوالي 20 درجة مئوية). كما يمكن حفظه في الثلاجة لمدة تصل إلى 8 أيام، أو يحفظ مجمدا لمدة ستة أشهر في مجمِد منفصل عن الثلاجة وذلك عند درجة حرارة 0 فهرنهايت أو -18 درجة مئوية. يمكن أيضا التبرع بالحليب المستخرج لبنوك الحليب، والتي توفر حليب الأم للأطفال الرضع الذين يعانون نقصا في النمو أو المعرضين لمخاطر صحية أكثر من أقرانهم ولايمكن لأمهاتهم القيام بمهمة الإرضاع.

## أسباب الاستخدام
تستخدم النساء مضخات الثدي لأسباب عديدة. فكثير من النساء يستخدمن مضخات الثدي من أجل مواصلة الرضاعة الطبيعية بعد عودتهن إلى العمل. حيث يستخدمن المضخة لشفط حليب الثدي الذي يعطى لأطفالهن عن طريق زجاجة الإرضاع في وقت لاحق من قبل الأشخاص المسئولين عن رعاية الأطفال في غياب الأمهات. تستخدم مضخة الثدي أيضا لحفز عملية الرضاعة عند النساء اللاتى يعانين من نقص في تدفق الحليب، أو اللاتى لم يضعن مولودهن بعد. ويمكن كذلك استخدام مضخة الثدي لتخفيف الاحتقان عن الثدي المتورم المحتقن، وهي حالة مؤلمة يكون الثدي فيها ممتلئا عن آخره مما قد يجعل التقاط الطفل للحلمة أمرا صعبا. إذا كان الرضيع لا يمكنه التقاط الحلمة بشكل صحيح خلال الرضاعة الطبيعية المباشرة ولا تزال الأم راغبة في منح طفلها فوائد حليب الثدي، فربما تختار القيام بضخ لبنها لتحقيق ذلك. إذا كانت الأم بحاجة إلى تناول أدوية من شأنها أن تؤثر على حليب الثدي أو أن تلحق ضررا بالرضيع، فيمكنها ساعتها أن تقوم بضخ وتفريغ حليب الثدي للحفاظ على مخزونها من الحليب خلال الفترة الزمنية التي تتناول فيها الدواء، وذلك حتى تستطيع استئناف الإرضاع بعد انتهاء فترة علاجها. وأخيرا، قد يكون من المرغوب ضخ الثدي لمواصلة إنتاج الحليب للاستفادة من هرمونات الرضاعة التي تساعد الأم في التعافى من آثار الحمل حتى إذا لم يتم استخدام هذا الحليب المضخوخ.

## مضخات الثدي اليدوية
يتم تشغيل مضخات الثدي اليدوية عن طريق الضغط على أو سحب مقبض جهاز الضخ بطريقة متكررة، مما يتيح للمستخدم التحكم بشكل مباشر في معدل تدفق الحليب المضخوخ. على الرغم من أن المضخات اليدوية صغيرة وغير مكلفة إلا أنها تتطلب جهدا كبيرا في تشغيلها، وبالإمكان أن يرهق تشغيلها المستخدم لأنها تعتمد على قوته العضلية. ويوصي بهذا النوع في حالات الاستخدام غير المنتظم كأن تكون المرأة بعيدة عن طفلها لتغذيته مرة واحدة. هذه المضخات قد لا توفر التحفيز الكافى لتفريغ الثدي. من الأفضل عدم استخدام المضخات اليدوية من النوع الذي يشبه بوق الدراجة. فبالرغم من رخصها، إلا أنها قد تتلف نسيج الثدي كما قد تأوى بكتيريا بين ثنايا الجزء المطاطى المستخدم في الشفط، والذي يصعب تنظيفه.
و تستخدم مضخات الثدي التي تعتمد في عملها على القدم نفس مجموعة الأنابيب والأبواق التي تستخدم في مضخات الثدي الكهربائية إلا أنه يتم تشغيلها من خلال دواسة القدم. وبالتالى يغنى ذلك عن مشقة الضخ باليد أو عن الحاجة إلى إيجاد منفذ كهربائى في مكان يوفر الخصوصية.

## مضخات الثدي الكهربائية
هناك نوعان من مضخات الثدي الكهربائية، مضخات خاصة بالمستشفيات ومضخات للاستعمال الشخصى. عادة ما تكون المضخات الخاصة بالمستشفى أكبر ومعدة لاستعمالها من قبل أكثر من مستخدم. أما المضخات المعدة للاستعمال الشخصى فهى مصممة كى يستخدمها فرد واحد فقط. تعمل مضخات الثدي الكهربائية بواسطة محرك يساعد على القيام بعملية الشفط من خلال أنبوب بلاستيكي متصل بما يسمى بالبوق وهو الجزء الذي يثبت فوق حلمة الثدي. يجب تعقيم كافة أجزاء المضخة التي تلامس الحليب بشكل مباشر وذلك لمنع تلوثه. هذا النوع من المضخات يحقق سحبا أكثر، مما يجعل الضخ أسرع، كما يسمح بضخ كلا الثديين في نفس الوقت. تعد مضخات الثدي الكهربائية مثالية للأم التي تحتاج إلى ضخ حليبها يوميا. مضخات الثدي الكهربائية أكبر من المضخات اليدوية، لكن بعض الأنواع المحمولة متوفرة (على سبيل المثال في حقيبة تحمل على الظهر أو الكتف) مما يسمح للأم بحمل المضخة معها أينما ذهبت. يوفر بعض المصنعين بطارية محمولة أو بطاريات داخلية حتى يتسنى تشغيل المضخة في أي مكان خارجى.
تم تصميم بعض مضخات الثدي لتكون جزءا من نظام تغذية متكامل فيكون الجزء الخاص بتخزين الحليب هو نفسه زجاجة الإرضاع التي تستخدم لإطعام الرضيع. يسمح هذا النظام إذن بجمع الحليب في الزجاجة نفسها التي سوف يطعم الرضيع بها وبذلك يلغى الحاجة لنقل حليب الأم من وعاء الحفظ.

## نظم الجمع المفتوحة مقابل نظم الجمع المغلقة
تسمى عادة الأنابيب البلاستيكية والبوق وهي أجزاء مضخة الثدي الكهربائية بنظام الجمع. عندما صمم هذا النمط من مضخة الثدي، كانت مضخة الشفط مجهزة من خلال نظام الجمع بالأنابيب. ويشار الآن إلى هذا النوع من نظام الجمع بالنظام المفتوح.
اليوم، معظم مضخات الثدي الكهربائية المباعة والمستخدمة تتميز بنظم الجمع المفتوح. أما نظام الجمع المغلق فيستخدم حاجزا أو حجابا يفصل أنابيب الضخ عن البوق. وفقا لهذا التصميم، يقوم الشفط الناجم عن محرك المضخة برفع الحاجز مكونا فراغا داخل نظام الجمع لاستخراج الحليب. النظام المفتوح يسمح بحرية مرور هواء / الشفط. قد تكون هناك مرشحات أو فلترات للبكتيريا والفيروسات لمنع أي تلوث أو تسرب إلى محرك المضخة. يكون المرور إلى ثدي الأم مباشرا عند الضخ عن طريق محرك الشفط وذلك مقابل المرور غير المباشر في أنظمة الحاجز المغلقة.
تسمح نظم الجمع المفتوح بمزيد من تدفق هواء / الشفط، ويمكن أن تكون أكثر فعالية بالنسبة لمعظم النساء. وتتلائم هذه الأنظمة بشكل أفضل مع الأنسجة بدرجات مرونتها المختلفة وأحجام وشكل الثدي. عند استخدام نظام الجمع المفتوح يمكن لسحب المضخة أن يتسبب في تسرب الحليب إلى أنابيب نظام الجمع، مما قد يؤدي بجزيئات الحليب الانجرار إلى محرك المضخة. يجب غسل وتعقيم الأنابيب إذا ما تسرب الحليب في أنبوب المضخة، كما يجب تركها لتجف قبل استخدام المضخة مرة أخرى. الفشل في تنظيف أنابيب الجمع جيدا من شأنه أن يؤدى إلى نمو العفن داخل الأنابيب. بعض النماذج من المضخات مزودة بفلاتر لمنع البكتيريا ولمنع التسريب والتي تحول دون دخول الحليب إلى الأنابيب.
وهناك نوع فرعي من نظام الجمع المفتوح يسمى بمصدر السحب الشخصى. وقد أضاف هذا النوع من المضخات مزايا صحية لكل الأجزاء التي تقوم بعملية الشفط أو التي تكون في اتصال مع حليب الثدي الموجود عند الأم. تكون الأجزاء المسئولة عن السحب خارجة عن المضخة، يمكن إزالتها، وبذلك توفر حماية مثالية ضدالتلوث المنقول. ومضخات الثدي هذه مخصصة للتأجير أو مصنفة للمستشفى. استخدام مضخة من هذا النوع يقضي تقريبا على أيه فرصة لتلوث المضخة الناتج عن تنقلها من أم إلى أخرى.
يلغى الحجاب الحاجز في النظام المغلق احتمال حدوث تسرب للحليب إلى أنابيب المضخة. ولأنه لا يمكن للحليب التعرض لمحرك المضخة، توصف نظم الجمع المغلقة، عند تسويقها، على أنها أكثر صحية من نظم الجمع المفتوح. ومن المهم تنظيف الحجاب الحاجز لأنه يمكن للتكاثف أو الحليب أن يصل إلى هذا الجزء ويسبب تلوثا جرثوميا. إذا ما تلوث الحجاب الحاجز فسيكون ذلك بمثابة قضاء على الهدف من النظام المغلق. ويتم تسويق الحاجز في مضخة الثدي بنظام الجمع المغلق على أنه يمنع الهواء الخارجي من تلويث حليب الثدي المستخرج في زجاجة الجمع، وبذلك يحافظ على نقاء الحليب. وقد يحد الحاجز من كمية هواءالسحب التي يمكن استخدامها لاستخراج الحليب من الثدي. كما أنها قد لا تلائم الأحجام الأكبر من الدرع. ولا توجد دراسات تقارن بين تصميم النظام المفتوح والنظام المغلق. ومعظم المعلومات المتوفرة عبارة عن مواد تسويقية من دون وجود دراسات تدعمها.

## مضخات الثدي في وسائل الإعلام الشعبية
- في الحلقة السابعة من مسلسل كوميديا الموقف «الحلقة» أو The loop الذي تنتجه شركة فوكس للبث المسموع والمرئى والتي أذيعت في 13 أبريل 2006 ظهرت مسؤولة تنفيذية في شركة وهي تستخدم مضخة الثدي أثناء اجتماع، فيأمرها رئيسها في العمل بقسوة مستخدما لغة دارجة ألا تقوم باستخدام المضخة على طاولة الاجتماعات مرة أخرى. في وقت لاحق في الحلقة، ترد السيدة على سؤال حول غيابها لفترة وجيزة من اجتماع آخر قائلة «كنت أعطى الحليب إلى زوجي حتى لا يموت طفلى من الجوع».
- في الحلقة 65 من مسلسل الجنس والمدينة Sex and the City من إنتاج HBO أهدى زميل ميراندا (بطلة الحلقات) الحامل مضخة الثدي خلال الاحتفال بقدوم وليدها.
- في فيلم «اليد التي تهز المهد» أو The Hand that Rocks the Cradle من إنتاج 1992، تحاول المربية فلاندرز، التي سبق لها أن فقدت جنينها، والتي عينتها أسرة بارتل Bartel ، تخريب مخزون حليب الأم عن طريق تغذية الرضيع ليلا حتى يرفض الرضاعة من أمه.و كانت تستخدم مضخة الثدي لزيادة مخزونها.
- في الموسم رقم 9 من سلسلة حلقات الأصدقاءأو Friends من إنتاج NBC يقول جوي إن رؤيته لرايتشل وهي تستخدم مضخة الثدي أفسد مشاعره الرومانسية تجاهها والتي شعر بها لفترة قصيرة مطلقا زفرة استنكار في نفس اللحظة التي يقول فيها روس أن هذا المشهد قضى على كل شيء وتبدو على ملامحهما علامات الامتعاض.
- في حلقة سابقة من نفس الموسم ظهرت رايتشيل، تتلقى مضخة الثدي كهدية خلال تجمع للاحتفال بقدوم وليدها ولا تدرك ماهية الجهاز.
- في الكوميديا الرومانسية «لقاء مع أولياء الأمور» أو Meet the Parents إنتاج سنة 2000، يتظاهر جريج بالقراءة عن مضخات الثدي عند القبض عليه وهو يتجسس على والد صديقته.
- ويظهر ستوي غريفين Stewie Griffin وهو يحمل مضخة ثدي (و التي يبدو أنها مصنعه من قبله) ليستخرج بشراهة بعض الحليب من والدته.
- وفي حفل توزيع جوائز الجولدن جلوب لعام 2007، وجدت مضخات الثدي طريقها لأول مرة على السجادة الحمراء عندما حمل الممثل ويل فيريل Will Ferrell علنا مضخة الثدي الخاصة بزوجته.
- في الحلقة رقم 8 من الموسم الثالث لمسلسل المكتب أو The Office والتي حملت عنوان الاندماج ظهرت الموظفة الجديدة هانا Hannah وهي تستخدم مضخة الثدي في المكتب. وعندما حدق ريان Ryan بها عن غير قصد وهي تستخدم المضخة قالت هانا: «التقط صورة، فهى تبقى لفترة أطول.»

## وصلات خارجية

### معلومات عامة عن ضخ الثدي (باللغة الإنجليزية)
- KellyMom.com سبعة وعشرون مقال حول كيفية اطعام الرضيع الحليب المضخوخ، وكيفية الضخ والحفاظ على مخزون الحليب وكيفية تداوله وتخزينه، إضافة إلى مشكلة فطام الطفل.
- Cerean Breastfeeding تقييم غير متحيز للمضخات، معلومات عامة عن التغطية التأمينية (خاص بأمريكا)، ومقالات أخرى كثيرة عن ضخ الثدي.
- La Leche League International breastfeeding/pumping support site
- Breast Pump Comparisons—موقع يستعرض آراء المستخدمات ومقارناتهن بين طائفة متنوعة من المضخات اليدوية والكهربائية ومضخات المستشفيات.
- Breast Pump Reviews—تقييم واستعراض غير متحيز لمضخات الثدي، إضافة إلى معلومات عن المنتج.

### توجيهات لتخزين الحليب (باللغة الإنجليزية)
- Collecting and storing breastmilk—معلومات عن تجميع وتخزين حليب الثدي تقدمه إدارة الخدمات الصحية بولاية كاليفورنيا الأمريكية.
- Storing Breast Milk/Thawing Frozen Breast Milk - عن تخزين وإذابة حليب الثدي المجمد، تقدمه هيئة الصحة بمدينة تورنتو.
- Human Milk Storage Information معلومات عن تخزين حليب الثدي من هيئة لا ليش الدولية